# Музеј патолошке анатомије у Падови
Музеј патолошке анатомије Универзитета у Падови налази се у бившем Институту за патолошку анатомију и садржи древну колекцију од 1.307 предмета доступних за јавност.
Музеј који је реновирана и отворена за јавност 2018. године, основан је око 1860. године од стране Лодовика Брунетија, првог професора патолошке анатомије на Универзитету у Падови. 

## Колекција
Музеј представља важно сведочанство о медицинском и научном напретку у 19. веку. Колекција обухвата преко 1.300 људских патолошких узорака, који датирају од 18. до 20. века, конзервираних коришћењем различитих техника: у течности, сувом методом или штављењем, иновативним поступком који је осмислио сам Брунети. 
Колекција Музеј патолошке анатомије подељена је по областима на следеће одељке:
- Уметничка анатомија
- Скелетни систем
- Покровни систем
- Нервни систем
- Респираторни систем
- Кардиоваскуларни систем
- Систем органа за варење
- Јетра
- Мокраћни систем
- Генитални систем

Овим одељцима додат је одељак разно, који обухвата најзначајније патологије које се не могу приписати наведеним системима, и одељак посвећен тератологији ( дисциплини која проучава аномалије целе јединке).
Нови распоред, креиран током реновирања 2018. године, обезбеђује оптимални увид у музејске артефакте како за ширу јавност, тако и за образовне и научне сврхе, омогућавајући сваком посетиоцу да истражи сложеност људског срца кроз обиман и приступачан приступ.

## Значај
Константна конзерваторска и истраживачка активност, такође и кроз мултидисциплинарну сарадњу, омогућава музеју да одржи своју образовну мисију, вреднујући сваки налаз и обогаћујући искуство посетилаца новим знањима и перспективама.

## Упозорење за посетиоце
Пре посете музеју посетиоци би морали да имају у виду да одељење патолошке анатомије Музеја са изложеним артефактима можда нису погодна за посебно осетљиве посетиоце, труднице и особе млађе од 16 година, због присуства анатомских препарата који представљају узнапредовале патологије, конгениталне аномалије и значајне телесне промене. Приступ се стога не препоручује овим групама људи, како би се осигурала посета у складу са очекивањима и осетљивошћу јавности.
Такође треба напоменути да су посете искључиво вођене, како би се посетиоцима понудило детаљније и занимљивије искуство.